# Xie Zhiliu
Xie Zhiliu, in cinese 谢稚柳S, nome di cortesia di Xie Zhi, 谢稚S (Wujin, 1910 – Shanghai, 1997), è stato un pittore, calligrafo e conoscitore d'arte della Cina moderna cinese, membro della Scuola d'arte di Shanghai.
Xie e sua moglie, Chen Peiqiu, sono una delle coppie più famose dell'arte cinese, tanto che il governo di Shanghai ha aperto nella Nuova Città di Nanhui un museo a loro dedicato.

## Biografia
Nato a Wujin (ora parte della città di Changzhou), al tempo provincia di Jiangsu, Xie usò come nome di cortesia Zhiliu. In seguito utilizzò anche il nome d'arte Zhuangmusheng (壮暮生S).
Xie iniziò a imparare a dipingere all'età di nove anni e ricevette un'educazione secondo la tradizione artistica cinese, che è una combinazione di disegno dal vivo e copia dei dipinti di vecchi maestri. All'età di 19 anni iniziò a emulare lo stile del maestro Chen Hongshou della dinastia Ming.
Negli anni '30 Xie Zhiliu strinse amicizia con il famoso pittore Zhang Daqian, con il quale nel 1942 Xie andò a Dunhuang per studiare l'arte delle grotte di Mogao. Al suo ritorno pubblicò diversi libri, tra cui "Registrazioni dell'arte di Dunhuang" (敦煌艺术叙录) e Compilazione dell'arte rupestre di Dunhuang (敦煌石窟集).
Nel 1943 fu assunto come professore d'arte presso l'Università Centrale Nazionale (ora Università di Nanchino); fu poi esiliato a Chongqing durante la seconda guerra sino-giapponese. Tenne mostre personali in molte città cinesi, tra cui Chengdu, Chongqing, Kunming, Xi'an e Shanghai. Dopo la fondazione della Repubblica Popolare Cinese nel 1949 lavorò alla conservazione delle reliquie culturali e fu consulente per il Museo di Shanghai, oltre che vicepresidente della filiale di Shanghai della China Artists Association.

## Collezioni museali
Le opere di Xie Zhiliu sono presenti nella collezione del Museo Nazionale d'Arte della Cina a Pechino ed è uno dei sette artisti presenti nella Mostra per Pittori Famosi al Museo d'Arte della Cina a Shanghai. Ha donato molte opere d'arte alla sua città natale Changzhou, con le quali nel 1992 ha fondato la Galleria d'Arte Xie Zhiliu nel Museo di Changzhou.
Nel 2010 il Metropolitan Museum of Art di New York ha tenuto una mostra di circa 150 delle sue opere, donate dalla figlia Sarah Shay per commemorare il suo 100° compleanno.
Anche la moglie di Xie Zhiliu, Chen Peiqiu, è una nota artista. Nel 2015 il governo municipale di Shanghai ha aperto la Galleria d'arte Xie Zhiliu e Chen Peiqiu nella Nuova Città di Nanhui, nel distretto di Pudong, in onore della coppia di artisti.